# Nikon D7200
La Nikon D7200 es una cámara fotográfica DSLR profesional de 24,2 megapixeles con formato DX lanzada al mercado por Nikon el 2 de marzo de 2015.

## Lista de características
- Sistema de procesador de imágenes EXPEED 4 que sostituye al EXPEED 3 del modelo D7100.
- Bajo consumo de energía: 1110 disparos en una misma carga de batería.
- Nueva modalidad de elaboración de imagen: "Flat picture control" que no cambia la curva de reproducción de los tonos originales.
- Vídeo de máxima definición (Full HD) (1.920 x 1.080 a 60i)
- Pantalla LCD de alta resolución de 7,5 cm (3,2 pulgadas) y  1.228.800 Puntos.
- Previsualización en pantalla.
- Disparo continuo a 6 fps.
- Sistema de autofoco de 51 puntos de gran nitidez con quince sensores en cruz en el centro
- Detección de caras.
- Sensibilidad ISO (100-25600) (ampliable hasta ISO 102.400 de forma manual)
- Doble ranura para tarjetas SD: compatible con tarjetas SDXC.
- Cuerpo de aleación de magnesio.
- Sistema de reducción del polvo.
- Soporte para GPS.
- Compatibilidad con objetivos: Montura Nikkor F, AF-S, AF-I, AF-D, Nikkor Manual AI/AIS.